# Louis Marthe de Gouy d'Arsy
Pour les articles homonymes, voir Gouy d'Arsy.
 (20 août 2018).
Louis Marthe, marquis de Gouy d'Arsy (ou d'Arcy), né le 15 juillet 1753 à Paris, mort guillotiné le 23 juillet 1794 à Paris, après jugement du tribunal révolutionnaire à la suite de la Conspiration des prisons, est un général et homme politique français.

## Biographie

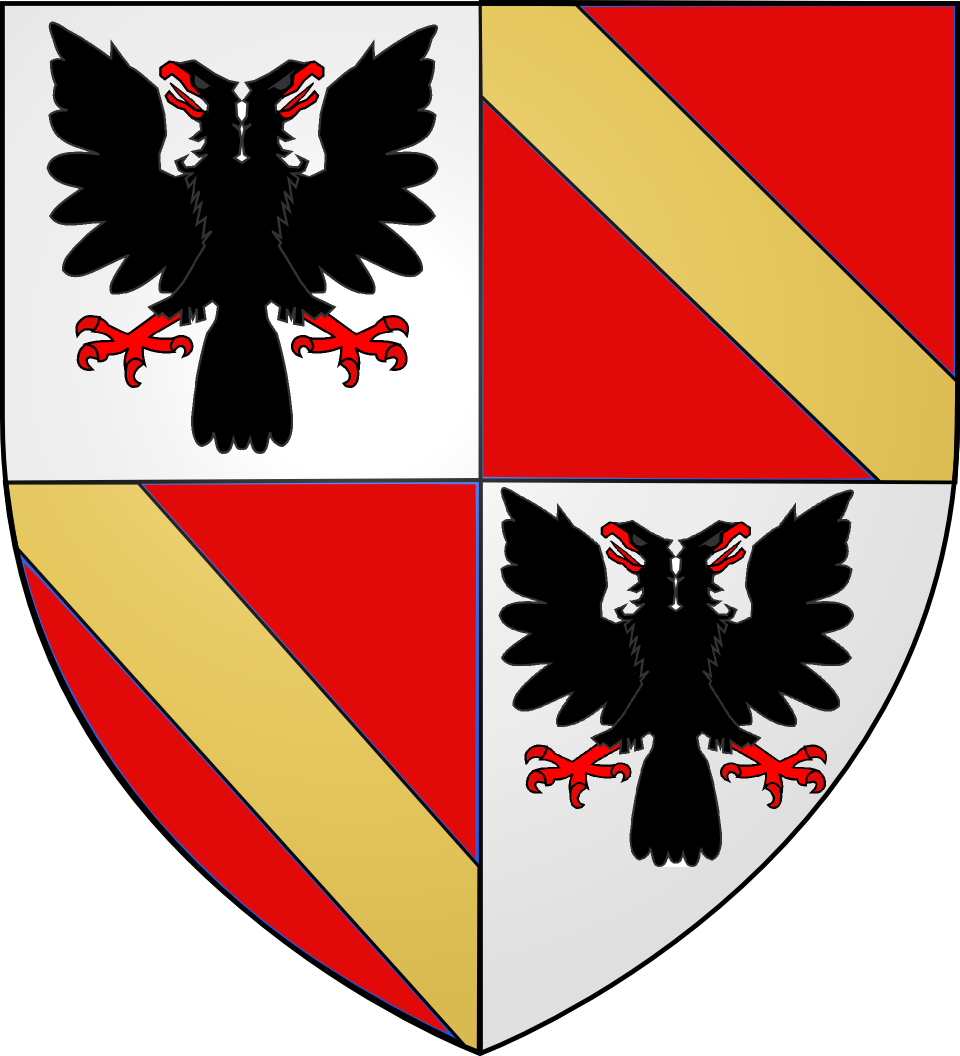
Armes des Gouy d'Arsy

Fils de Louis de Gouy d'Arsy, maréchal des camps et armées du roi, et de Yvonnette de Rivié de Riquebourg, Louis Marthe de Gouy d'Arsy entre en service en 1768, comme mousquetaire dans le seconde compagnie de sa Majesté, puis le 9 septembre 1770, il est lieutenant en second au régiment de Besançon du corps royal d'artillerie. En 1774, il est fait capitaine commandant dans le régiment de la Reine-dragons, puis il devient en 1782, mestre de camp en second dans le régiment de cuirassiers du roi.
En 1763, Il est capitaine réformé au régiment de dragons de la Reine, et il est fait chevalier de Saint-Louis en 1786. Il est nommé lieutenant-colonel en 1789 au 2e régiment de cuirassiers du Roi, et le 26 juillet 1791, il passe colonel du 6e régiment de dragons.
Il est promu général de brigade le 6 février 1792. 
Il était lieutenant général, en survivance de son père Louis de Gouy d'Arsy, dans le gouvernement d’Île-de-France au département du Vexin, président de la noblesse de Melun et grand bailli d'épée des bailliages de Melun et Moret et administrateur de la compagnie des eaux de Paris.
Aux élections de 1789, il est élu député de la noblesse de Saint-Domingue aux États généraux, il fait partie des signataires du Serment du Jeu de paume. Membre actif du Club de l'hôtel Massiac, franc-maçon (loge de « La Candeur ») à l'Orient de Paris.
Il est guillotiné le 23 juillet 1794 à Paris, après jugement du tribunal révolutionnaire à la suite de la Conspiration des prisons.

## Publications
- Lettre du comité colonial de France au comité colonial de Saint-Domingue / rédigé et mis en ordre par M. le marquis de Gouy d'Arsy, [1788].
- Lettre de M. de Gouy sur la loi projettée [sic] contre les émigrants, [1791].
- '’Mémoire au roi, en faveur de la noblesse française / rédigé et signé par un praticien ami du peuple [le marquis de Gouy d'Arsy], [s.d.]

## Sources
- (en) « Generals Who Served in the French Army during the Period 1789 - 1814: Eberle to Exelmans »
- « Louis Marthe de Gouy d'Arsy », dans Adolphe Robert et Gaston Cougny, Dictionnaire des parlementaires français, Edgar Bourloton, 1889-1891 [détail de l’édition]
- Fiche sur Assemblée nationale
- Prosper Boissonnade, Saint-Domingue à la veille de la révolution et la question de la représentation coloniale aux Etats généraux, janvier 1788-7 juillet 1789, 1906